# Epelis fasciaria
Epelis fasciaria là một loài bướm đêm trong họ Geometridae.